# Wapiti západní
Wapiti západní (Cervus canadensis roosevelti), známý také jako Wapiti Rooseveltův nebo Wapiti olympijský, je největší ze čtyř přeživších poddruhů wapitiho v Severní Americe. Žije v deštných pralesích pacifického Severozápadu a jako nepůvodní druh se vyskytuje od roku 1928 na Afognacký ostrov a Malinový ostrov, které leží u pobřeží Aljašky. Veřejné přání chránit tento poddruh byl jedním ze spouštěcích mechanismů založení Národní památky Mount Olympus v roce 1909, ze které časem vznikl Olympijský národní park.

## Popis
Dospělí jedinci rostou do délky dvou až tří metrů a výšky jednoho až jednoho a půl metru. Samci váží mezi 300 a 500 kilogramy, samice mezi 260 a 285. Někteří dospělí samci z Malinového ostrova dokonce dosahovali váhy téměř 600 kilogramů.

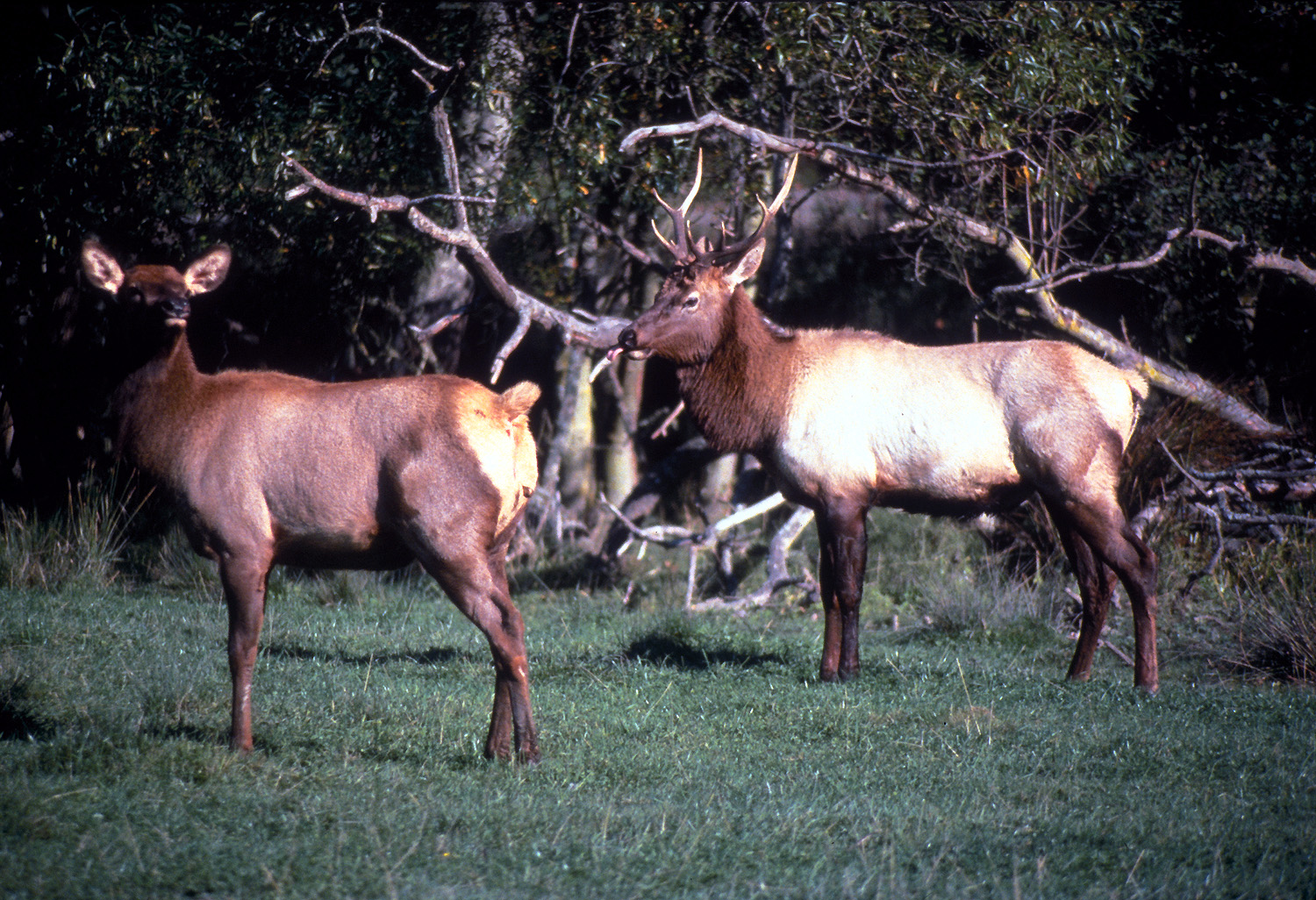
mladý wapiti západní se samicí

Od pozdního jara do raného podzimu se živí bylinami, jako jsou trávy nebo šáchorovité. V zimních měsících se jejich strava skládá z dřevin, mezi které patří Oplopanax horridus a bez, ale také z bylin, jako je Viburnum trilobum. Mezi potravu wapiti západního patří také borůvky, houby a Rubus spectabilis.

## Životní cyklus
V divočině se wapiti západní jen vzácně dožije více než 12 až 15 let, v zajetí však existují případy, ve kterých žili déle než 25 let.